# 505 Games
505 Games (in origine fondata come 505 GameStreet) è una casa editrice di videogiochi italiana, con sede nella città di Milano, fondata nel 2006 come parte del gruppo Digital Bros. Pubblica giochi per le console PlayStation 4, Nintendo Switch, Nintendo 3DS, Xbox One, e anche su Windows. Nel passato ha sviluppato anche su piattaforme come Game Boy Advance, PlayStation, Xbox, Wii e Nintendo DS.

## Storia
505 Games è stata fondata a Milano nel 2006 col nome di 505 GameStreet, come società controllata di Digital Bros. L'impresa ha avuto i suoi primi successi grazie ai videogiochi quali Cooking Mama, Zumba Fitness e ai molti titoli di nicchia pubblicati per PlayStation 2 importati dal Giappone, tra cui third party popolari noti in patria e molti titoli budget della collana Simple2000 edita da D3 Publisher.
Nell'aprile 2012 505 Games ha assunto la responsabilità editoriale di THQ per il gioco di fitness Adidas MiCoach a seguito di una causa tra THQ e Adidas. Nell'aprile 2013 hanno acquisito la licenza della serie Drawn To Life. L'acquisto include i diritti complessivi sul franchising. Nell'aprile 2014 505 Games ha annunciato un accordo di pubblicazione con Three One Zero di Adam Orth per il gioco Adr1ft. Il gioco è descritto come un'esperienza in prima persona in cui il giocatore controlla un astronauta che esplora i detriti di una stazione naufragata nello spazio esterno. Nel gennaio 2015 505 Games ha confermato l'acquisizione dei diritti di proprietà intellettuale di Brothers: A Tale of Two Sons degli Starbreeze Studios. Nell'aprile 2015 505 Games ha annunciato un accordo di pubblicazione con lo sviluppatore svedese Starbreeze per il gioco Overkill's The Walking Dead, uscito alla fine del 2018. Un mese dopo 505 Games ha annunciato un accordo di pubblicazione con lo sviluppatore di giochi Overkill Software per il gioco Payday 2 Crimewave Edition. Nell'agosto 2016 505 Games ha annunciato che avrebbe pubblicato Virginia di Variable State.
Nel marzo 2015 505 Games ha acquistato il 2,67% delle azioni degli Starbreeze Studios. Nel gennaio 2016 505 Games ha annunciato di voler spostare l'attenzione dalla pubblicazione di giochi per altri sviluppatori allo sviluppo delle proprie proprietà intellettuali. Nell'ottobre 2016 505 Games ha annunciato tramite Koji Igarashi la loro collaborazione nella pubblicazione di Bloodstained: Ritual of the Night della ArtPlay di Igarashi, DICO e Inti Creates, anche se il coinvolgimento di Inti è stato ridotto. Alla conferenza stampa di Sony E3 dell'11 giugno 2018 505 Games ha annunciato una partnership con Remedy Entertainment per pubblicare Control.

## Riconoscimenti
Nell'aprile 2015 505 Games si è aggiudicato il premio Best Indie Games Label agli MCV Awards.

## Videogiochi pubblicati
I videogiochi pubblicati da 505 Games includono Sniper Elite 3, Payday 2, Assetto Corsa, Brothers: A Tale of Two Sons, Terraria, How to Survive, Defense Grid 2, Deep Black, Abzu, Adr1ft e Virginia.

### Videogiochi sviluppati
| Titolo                           | Genere      | Piattaforma               | Anno |
| -------------------------------- | ----------- | ------------------------- | ---- |
| Bust-a-Move Online               | Rompicapo   | PC                        | 2007 |
| Championship Foosball            | Sport       | Nintendo Wii              | 2008 |
| Furu Furu Park                   | Minigioco   | Nintendo Wii              | 2008 |
| Maths Made Simple                | Educativo   | Nintendo DS               | 2008 |
| My Fashion Studio                | Casual game | Nintendo DS               | 2008 |
| Tangram Mania                    | Rompicapo   | Nintendo DS               | 2008 |
| Spellbound                       | Educativo   | Nintendo DS               | 2008 |
| My Ballet Studio                 | Casual game | Nintendo DS, Nintendo Wii | 2009 |
| My Beauty Salon                  | Casual game | Nintendo DS               | 2009 |
| Salon Superstar                  | Casual game | Nintendo DS               | 2009 |
| Spellbound 2                     | Educativo   | Nintendo DS               | 2010 |
| Spellbound Party                 | Educativo   | Nintendo Wii              | 2010 |
| Emergency Rescue                 | Casual game | Nintendo DS               | 2010 |
| Farmtopia                        | Simulazione | Nintendo DS               | 2010 |
| My Little Helper: Spring Cleaner | Casual game | Nintendo DS               | 2010 |
| My First Dollhouse               | Casual game | Nintendo DS               | 2010 |
| Learning to Spell                | Educativo   | Nintendo DS               | 2010 |
| Little Book of Big Secrets       | Casual game | Nintendo DS               | 2010 |
| World Championship Spelling      | Educativo   | Nintendo DS               | 2010 |
| B-Units: Build It!               | Simulazione | Nintendo DS, Nintendo Wii | 2011 |
| Picture Perfect Pocket Stylist   | Casual game | Nintendo DS               | 2011 |

### Videogiochi distribuiti
| Titolo                            | Genere                      | Sviluppatore               | Piattaforma                         | Anno |
| --------------------------------- | --------------------------- | -------------------------- | ----------------------------------- | ---- |
| Aces of War                       | Simulatore di volo          | Marionette                 | PlayStation 2                       | 2007 |
| Armored Core: Formula Front       | Sparatutto in terza persona | From Software              | PlayStation Portable                | 2006 |
| Armored Core: Nine Breaker        | Sparatutto in terza persona | From Software              | PlayStation 2                       | 2006 |
| Beetle King                       | Avventura                   | Warashi                    | Nintendo DS                         | 2007 |
| The Bible Game                    | Party game                  | Crave Entertainment        | PlayStation 2                       | 2006 |
| Billiard Action                   | Sport                       | Agenda                     | Nintendo DS                         | 2006 |
| Brick 'Em All                     | Rompicapo                   | Access                     | Game Boy Advance                    | 2006 |
| Brick 'Em All DS                  | Rompicapo                   | Warashi                    | Nintendo DS                         | 2006 |
| Bust-a-Move DS                    | Rompicapo                   | Happy Happening            | Nintendo DS                         | 2006 |
| Car Simulatore di guida Challenge | Simulatore di guida         | Tamsoft                    | PlayStation 2                       | 2006 |
| Eagle Eye Golf                    | Sport                       | Telenet Japan              | PlayStation 2                       | 2006 |
| Fitness Fun                       | Exergaming                  | Tamsoft                    | PlayStation 2                       | 2006 |
| Funny Cards                       | Gioco di carte              | Access                     | Game Boy Advance                    | 2006 |
| Giga Wing Generations             | Shoot 'em up                | Takumi Corporation         | PlayStation 2                       | 2006 |
| Guru Guru                         | Azione                      | BeeWorks                   | Nintendo DS                         | 2007 |
| The Holy Bible                    | Party game                  | Crave Entertainment        | Game Boy Advance                    | 2006 |
| Iron Sea                          | Combattimento navale        | Tamsoft                    | PlayStation 2                       | 2006 |
| Katana Action                     | Hack and slash              | ALU                        | PlayStation 2                       | 2006 |
| Koloomn                           | Rompicapo                   | Conspiracy Entertainment   | PlayStation Portable                | 2006 |
| Labyrinth                         | Rompicapo                   | Lancarse                   | Nintendo DS                         | 2006 |
| Monster Puzzle                    | Rompicapo                   | Success                    | Nintendo DS                         | 2006 |
| Playwize Poker & Casino           | Poker                       | Bits Studios               | PlayStation 2, PlayStation Portable | 2006 |
| Puzzle Maniacs                    | Rompicapo                   | HuneX                      | PlayStation 2                       | 2006 |
| Radio Helicopter II               | Videogioco di simulazione   | Aqua Systems               | PlayStation 2                       | 2006 |
| Raiden III                        | Shoot 'em up                | MOSS                       | PlayStation 2                       | 2006 |
| Rule of Rose                      | Survival horror             | Punchline                  | PlayStation 2                       | 2006 |
| Space War Attack                  | Simulatore di volo          | IMJ Entertainment/Bit Town | PlayStation 2                       | 2006 |
| Steambot Chronicles               | Avventura dinamica          | Irem                       | PlayStation 2                       | 2006 |
| Street Golfer                     | Sport                       | Polygon Magic              | PlayStation 2                       | 2006 |
| Taxi Rider                        | Simulatore di guida         | Tamsoft                    | PlayStation 2                       | 2006 |
| Top Gun                           | Videogioco di simulazione   | Interactive Vision         | Nintendo DS                         | 2006 |
| Ultra Bust-a-Move                 | Rompicapo                   | Taito                      | Xbox                                | 2006 |
| Wild Arms 4                       | RPG                         | Media.Vision               | PlayStation 2                       | 2006 |
| Zombie Attack                     | Survival horror             | Tamsoft                    | PlayStation 2                       | 2006 |

| Titolo                                                      | Genere                      | Sviluppatore                  | Piattaforma | Anno       |
| ----------------------------------------------------------- | --------------------------- | ----------------------------- | --- | ---------- |
| 4x4 Hummer                                                  | Simulatore di guida         | Avalon Entertainment          | PC | 2008       |
| A-Train HX                                                  | Simulatore di guida         | Artdink                       | Xbox 360 | 2006       |
| Abzû                                                        | Avventura                   | Giant Squid                   | Microsoft Windows, PlayStation 4, Xbox One                                                                                     | 2016       |
| Aces of War                                                 | Simulatore di volo          | Marionette                    | PlayStation Portable | 2007       |
| Adidas miCoach                                              | Sport                       | Lightning Fish                | PlayStation 3, Xbox 360 | 2012       |
| Adr1ft                                                      | Esperienza in prima persona | Three One Zero                | Microsoft Windows, Oculus Rift, PlayStation 4                                                                                  | 2015       |
| Adventure Pop                                               | Rompicapo                   | Tic Toc Games                 | Microsoft Windows, PlayStation 4, Xbox One                                                                                     | 2017       |
| All Round Hunter                                            | Caccia                      | Beast Studios                 | Nintendo Wii, Xbox 360 | 2010       |
| The Apprentice Los Angeles                                  | Casual game                 | Legacy Interactive            | PC | 2007       |
| Ar tonelico: Melody of Elemia                               | RPG                         | Gust Co. Ltd.                 | PlayStation 2 | 2007       |
| ARMA: Armed Assault                                         | Sparatutto tattico          | Bohemia Interactive           | PC | 2007       |
| ARMA: Queen's Gambit                                        | Sparatutto tattico          | Bohemia Interactive           | PC | 2007       |
| ARMA 2                                                      | Sparatutto tattico          | Bohemia Interactive           | PC | 2009       |
| ARMA 2: Operation Arrowhead                                 | Sparatutto tattico          | Bohemia Interactive           | PC | 2010       |
| Armored Core 4                                              | Sparatutto in terza persona | From Software                 | PlayStation 3, Xbox 360 | 2007       |
| Armored Core: Last Raven                                    | Sparatutto in terza persona | From Software                 | PlayStation 2, PlayStation Portable                                                                                            | 2006       |
| Assetto Corsa                                               | Simulatore di guida         | Kunos Simulazioni             | PlayStation 4, Xbox One, Microsoft Windows                                                                                     | 2016       |
| Assetto Corsa Competizione                                  | Simulatore di guida         | Kunos Simulazioni             | Microsoft Windows | 2018       |
| Babysitting Mama                                            | Videogioco di simulazione   | Cooking Mama Limited          | Nintendo Wii | 2010       |
| Backbreaker                                                 | Sport                       | NaturalMotion                 | Android, iOS, PlayStation 3, Xbox 360                                                                                          | 2010       |
| Pop!                                                        | Rompicapo                   | Dreams Interactive            | Nintendo Wii | 2008       |
| Battle Ages                                                 | Strategy                    | DR Studios                    | PlayStation 4, Xbox One | 2016       |
| Battle Islands                                              | Strategy                    | DR Studios                    | PlayStation 4, Xbox One | 2015       |
| Battle Islands: Commanders                                  | Strategy                    | DR Studios                    | PlayStation 4, Xbox One | 2017       |
| Battle Fantasia                                             | Picchiaduro                 | Arc System Works              | PlayStation 3, Xbox 360 | 2008       |
| Big Catch: Bass Fishing                                     | Pesca                       | SIMS Co., Ltd.                | Nintendo DS, Nintendo Wii | 2007       |
| Big Catch: Bass Fishing 2                                   | Pesca                       | SIMS Co., Ltd.                | Nintendo Wii | 2010       |
| Big Word Puzzle Book                                        | Educativo                   | 1Bit Garden                   | Nintendo DS | 2009       |
| Blackwater                                                  | Sparatutto in prima persona | Zombie Studios                | Xbox 360 | 2011       |
| Blend-it                                                    | Rompicapo                   | Crush Digital                 | Nintendo DS | 2010       |
| Bloodstained: Ritual of the Night                           | Metroidvania                | ArtPlay/Inti Creates          | Microsoft Windows, OS X, Linux, PlayStation 4, Nintendo Switch, Xbox One                                                       | 2018       |
| Brain Buster Puzzle Pak                                     | Rompicapo                   | Agetec/Nikoli                 | Nintendo DS | 2007       |
| Brothers: A Tale of Two Sons                                | Avventura                   | Starbreeze Studios            | PC, PlayStation Network, Steam, Xbox Live Arcade, PlayStation 4, Xbox One                                                      | 2013       |
| Brunswick Pro Bowling                                       | Bowling                     | Point of View                 | iOS, Nintendo 3DS, Nintendo Wii, PlayStation 2, PlayStation 3, PlayStation Portable, Xbox 360                                  | 2007       |
| Buffy the Vampire Slayer: Sacrifice                         | Picchiaduro                 | Beast Studios                 | Nintendo DS | 2009       |
| Bust-a-Move Ghost                                           | Rompicapo                   | Taito                         | PlayStation Portable | 2006       |
| Bust-a-Move                                                 | Rompicapo                   | Taito/Happy Happening         | Nintendo Wii | 2007       |
| Camping Mama: Outdoor Adventures                            | Videogioco di simulazione   | Racjin                        | Nintendo DS | 2011       |
| Cats & Dogs: The Revenge of Kitty Galore                    | Azione                      | Engine Software               | Nintendo DS | 2010       |
| Chameleon: To Dye For!                                      | Rompicapo                   | Starfish SD                   | Nintendo DS | 2006       |
| Chimpact                                                    | Piattaforma                 | Yippee! Entertainment         | Nintendo DS | 2013       |
| Circus                                                      | Party game                  | Artematica                    | Nintendo Wii | 2010       |
| Control                                                     | Avventura dinamica          | Remedy Entertainment          | Microsoft Windows, PlayStation 4, Xbox One                                                                                     | 2019       |
| Cookie & Cream                                              | Avventura dinamica          | From Software                 | Nintendo DS | 2007       |
| Cooking Mama                                                | Videogioco di simulazione   | Office Create                 | Nintendo DS | 2006       |
| Cooking Mama: Cook Off                                      | Videogioco di simulazione   | Cooking Mama Limited          | Nintendo Wii | 2007       |
| Cooking Mama: World Kitchen                                 | Videogioco di simulazione   | Cooking Mama Limited          | Nintendo Wii | 2008       |
| Cooking Mama 2: Dinner with Friends                         | Videogioco di simulazione   | Cooking Mama Limited          | Nintendo DS | 2007       |
| Cooking Mama 3: Shop & Chop                                 | Videogioco di simulazione   | Cooking Mama Limited          | Nintendo DS | 2009       |
| Cooking Mama 4: Kitchen Magic                               | Videogioco di simulazione   | Cooking Mama Limited          | Nintendo DS | 2011       |
| Cooking Mama World: Combo Pack Volume 1                     | Videogioco di simulazione   | Cooking Mama Limited          | Nintendo DS | 2012       |
| Cooking Mama World: Combo Pack Volume 2                     | Videogioco di simulazione   | Cooking Mama Limited          | Nintendo DS | 2012       |
| Counter Force                                               | Shoot 'em up                | HyperDevbox Japan             | Nintendo Wii | 2008       |
| Crafting Mama                                               | Videogioco di simulazione   | Cooking Mama Limited          | Nintendo DS | 2010       |
| Cryostasis: Sleep of Reason                                 | Horror psicologico          | Action Forms                  | PC | 2009       |
| Dance Sensation!                                            | Simulatore di ballo         | Alpine Studios                | Nintendo Wii | 2010       |
| Dave Mirra BMX Challenge                                    | Sport                       | Left Field Productions        | Nintendo Wii | 2007       |
| Dawn of Fantasy                                             | MMO                         | Reverie World Studios         | PC | 2011       |
| Days of Thunder: NASCAR Edition                             | Simulatore di guida         | Piranha Games                 | PlayStation 3 | 2011       |
| Death Stranding                                             | Avventura dinamica          | Kojima Productions            | Microsoft Windows | 2020       |
| Deep Black                                                  | Sparatutto in terza persona | Biart                         | PC, PlayStation 3, Xbox 360 | 2012       |
| Deep Labyrinth                                              | RPG                         | Interactive Brains            | Nintendo DS | 2007       |
| Defense Grid 2                                              | Tower defense               | Hidden Path Entertainment     | Microsoft Windows, OS X, Linux, PlayStation 4, Xbox One                                                                        | 2014       |
| The Destiny of Zorro                                        | Avventura dinamica          | Pronto Games                  | Nintendo Wii | 2009       |
| Discovery Kids: Dolphin Discovery                           | Videogioco di simulazione   | Starfish                      | Nintendo DS | 2009       |
| Discovery Kids: Kitten Corner                               | Videogioco di simulazione   | Beast Studios                 | Nintendo DS | 2009       |
| Discovery Kids: Parrot Pals                                 | Videogioco di simulazione   | Starfish/Noise Factory        | Nintendo DS | 2009       |
| Discovery Kids: Pony Paradise                               | Videogioco di simulazione   |                               | Nintendo DS | 2009       |
| Discovery Kids: Puppy Playtime                              | Videogioco di simulazione   | Beast Studios                 | Nintendo DS | 2009       |
| Discovery Kids: Snake Safari                                | Avventura                   | Gimajin                       | Nintendo DS | 2010       |
| Discovery Kids: Spider Quest                                | Avventura                   | Gimajin                       | Nintendo DS | 2009       |
| Diva Girls: Diva Ballerina                                  | Simulatore di ballo         | Arc System Works              | Nintendo DS, Nintendo Wii | 2009       |
| Diva Girls: Diva Dancers                                    | Simulatore di ballo         | Arc System Works              | Nintendo DS | 2009       |
| Diva Girls: Divas on Ice                                    | Simulatore di ballo         | Arc System Works              | Nintendo DS, Nintendo Wii | 2009       |
| Diva Girls: Making the Music                                | Gioco musicale              | Arc System Works              | Nintendo DS | 2009       |
| Diva Girls: Princess on Ice 2                               | Simulatore di ballo         | Arc System Works              | Nintendo DS | 2009       |
| Don't Starve                                                | Sopravvivenza               | Klei Entertainment            | Android, iOS, Linux, Microsoft Windows, OS X, PlayStation 3, PlayStation 4, PlayStation Vita, Wii U, Xbox One, Nintendo Switch | 2013       |
| Draglade                                                    | Picchiaduro                 | Dimps                         | Nintendo DS | 2008       |
| Exit 2                                                      | Piattaforma                 | Taito                         | PlayStation Portable | 2007       |
| Face Racers: Photo Finish                                   | Simulatore di guida         | Renegade Kid                  | Nintendo 3DS | 2012       |
| Fashion Designer: Style Icon                                | Videogioco di simulazione   | Creative Patterns             | Nintendo DS | 2007       |
| Fever Frenzy                                                | Azione                      | Rainbow Creatures             | PC | 2008       |
| Fire Pro Wrestling Returns                                  | Picchiaduro                 | Spike                         | PlayStation 2 | 2008       |
| Funky Barn                                                  | Videogioco di simulazione   | Tantalus                      | Wii U | 2012       |
| Galactik Football                                           | Sport                       | Beast Studios                 | Nintendo DS | 2009       |
| Gardening Mama                                              | Videogioco di simulazione   | Cooking Mama Limited          | Nintendo DS | 2009       |
| Gems of War                                                 | Rompicapo                   | Infinite Interactive          | PlayStation 4, Xbox One | 2015       |
| Grease                                                      | Party game                  | Zoë Mode                      | Nintendo DS Nintendo Wii | 2010       |
| Grease Dance                                                | Simulatore di ballo         | Zoë Mode                      | PlayStation 3, Xbox 360 | 2011       |
| Greg Hastings Paintball 2                                   | Sparatutto in prima persona | Super X Studios               | Nintendo Wii, PlayStation 3, and Xbox 360                                                                                      | 2010       |
| Guilty Gear 2: Overture                                     | Strategia in tempo reale    | Arc System Works              | Xbox 360 | 2009       |
| Guilty Gear XX: Accent Core                                 | Picchiaduro                 | Aksys Games                   | Nintendo Wii | 2008       |
| Gun Club                                                    | Sparatutto in prima persona | Jarhead Games                 | PlayStation 2 | 2006       |
| Gurumin: A Monstrous Adventure                              | Avventura dinamica          | Nihon Falcom                  | PlayStation Portable | 2007       |
| Hair Stylist                                                | Simulatore                  | Sonic Powered Co. Ltd         | Nintendo DS | 2009       |
| Hawken                                                      | Sparatutto in prima persona | Reloaded Games                | Microsoft Windows, PlayStation 4, Xbox One                                                                                     | 2016       |
| Hi Hamtaro! Little Hamsters Big Adventure                   | Rompicapo                   | AlphaDream                    | Nintendo DS | 2008       |
| The Hidden                                                  | Avventura                   | 1st Playable Productions      | Nintendo 3DS | 2012       |
| Hop: The Movie Game                                         | Avventura dinamica          | Engine Software               | Nintendo DS | 2011       |
| Hoshigami Remix                                             | RPG                         | Arc System Works              | Nintendo DS | 2007       |
| Hotel for Dogs                                              | Avventura                   | FarSight Studios              | Nintendo DS, Nintendo Wii, PC                                                                                                  | 2009       |
| How to Survive                                              | RPG                         | EKO Software                  | PC, PlayStation Network, Xbox Live Arcade, WiiU                                                                                | 2013       |
| How to Survive: Storm Warning Edition                       | RPG                         | EKO Software                  | PlayStation 4, Xbox One | 2014       |
| How to Survive 2                                            | RPG                         | EKO Software                  | Microsoft Windows, PlayStation 4, Xbox One                                                                                     | 2017       |
| Hulk Hogan's Main Event                                     | Picchiaduro                 | Panic Button                  | Xbox 360 | 2011       |
| I Did It Mum! (Boy)                                         | Casual game                 | Starfish SD                   | Nintendo DS | 2007       |
| I Did It Mum! (Girl)                                        | Casual game                 | Starfish SD                   | Nintendo DS | 2007       |
| I Did It Mum! 2 (Boy)                                       | Casual game                 | Starfish SD                   | Nintendo DS | 2008       |
| I Did It Mum! 2 (Girl)                                      | Casual game                 | Starfish SD                   | Nintendo DS | 2008       |
| I Did It Mum! Dolls House                                   | Casual game                 | Starfish SD                   | Nintendo DS | 2009       |
| I Did It Mum! Picture Book                                  | Casual game                 | Starfish SD                   | Nintendo DS | 2008       |
| I Did It Mum! Spelling                                      | Casual game                 | Starfish SD                   | Nintendo DS | 2009       |
| IL-2 Sturmovik: Birds of Prey                               | Simulatore di volo          | Gaijin Entertainment          | Nintendo DS, PC, PlayStation 3, PlayStation Portable, Xbox 360                                                                 | 2009       |
| Indivisible                                                 | RPG                         | Lab Zero Games                | PlayStation 4, Xbox One, Nintendo Switch, Linux, OS X, Microsoft Windows                                                       | 2019       |
| Izuna: The Legend of the Ninja                              | RPG                         | Success/Ninja Studio          | Nintendo DS | 2007       |
| Jillian Michaels' Fitness Adventure                         | Exergaming                  | n-Space                       | Xbox 360 | 2011       |
| Joe Dever's Lone WolfConsole Edition                        | Role-playing game           | Forge Reply SRL               | PlayStation 4, Xbox One | 2016       |
| Johnny Test                                                 | Piattaforma                 | Sarbakan                      | Nintendo DS | 2011       |
| Kira Kira Pop Princess                                      | Casual game                 | HuneX                         | Nintendo DS | 2008       |
| Laser League                                                | Azione                      | Roll7                         | Microsoft Windows, PlayStation 4, Xbox One                                                                                     | 2018       |
| Last Day of June                                            | Rompicapo                   | Ovosonico                     | Microsoft Windows, PlayStation 4, Nintendo Switch                                                                              | 2017       |
| Left or Right: Ambidextrous Challenge                       | Educativo                   | Japan Art Media               | Nintendo DS | 2007       |
| Legend of Sayuki                                            | Scrolling shooter           | Starfish                      | Nintendo Wii, PlayStation 2 | 2008       |
| Le avventure di Lupin III: Lupin la morte, Zenigata l'amore | Azione                      | Banpresto                     | PlayStation 2 | 2007       |
| Magic Sudoku                                                | Sudoku                      | Blackjack                     | PlayStation Portable | 2008       |
| Marlow Briggs and the Mask of Death                         | Hack and slash              | ZootFly                       | PC, Xbox Live Arcade | 2013       |
| Mean Girls DS                                               | Rompicapo                   | Legacy Interactive            | Nintendo DS | Cancellato |
| Men of War                                                  | Real-time strategy          | Best Way/Digitalmindsoft      | PC | 2009       |
| Michael Phelps: Push the Limit                              | Sport                       | Blitz Games                   | Xbox 360 | 2011       |
| MinDStorm                                                   | Educativo                   | ASK                           | Nintendo DS | 2007       |
| MinDStorm 2                                                 | Educativo                   | ASK                           | Nintendo DS | 2009       |
| Monster Bomber                                              | Rompicapo                   | Taito                         | Nintendo DS | 2007       |
| MorphX                                                      | Avventura dinamica          | Buka/Targem Games             | Xbox 360 | 2010       |
| My Dangerous Pet Snake                                      | Videogioco di simulazione   | Magic Pockets                 | Nintendo DS | 2009       |
| My Dangerous Pet Spider                                     | Videogioco di simulazione   | Magic Pockets                 | Nintendo DS | 2009       |
| My Pet Dolphin                                              | Videogioco di simulazione   | Opera House                   | Nintendo DS | 2007       |
| My Pet Dolphin                                              | Videogioco di simulazione   | Opera House                   | Nintendo DS | 2007       |
| My Pet Dolphin 2                                            | Videogioco di simulazione   | Starfish SD                   | Nintendo DS | 2008       |
| My Pet Chimp                                                | Videogioco di simulazione   | Starfish/Noise Factory        | Nintendo DS | 2010       |
| My Pet Parrot                                               | Videogioco di simulazione   | Magic Pockets                 | Nintendo DS | 2009       |
| My Pet Puppy 3D                                             | Videogioco di simulazione   | Starfish SD                   | Nintendo 3DS | 2012       |
| Mystery Detective                                           | Avventura                   | BeeWorks                      | Nintendo DS | 2007       |
| Mystery Detective II                                        | Avventura                   | BeeWorks                      | Nintendo DS | 2007       |
| Mystery Mansion                                             | Azione                      | Dreams Interactive            | Nintendo DS | 2008       |
| Naruto Shippuden: Dragon Blade Chronicles                   | Azione                      | Takara Tomy                   | Nintendo Wii | 2010       |
| Naruto Shippūden 3D: The New Era                            | Azione                      | Takara Tomy                   | Nintendo 3DS | 2011       |
| Naughty Bear                                                | Sparatutto in terza persona | Artificial Mind and Movement  | PlayStation 3, Xbox 360 | 2010       |
| Naughty Bear: Panic in Paradise                             | Sparatutto in terza persona | Behaviour Interactive         | PlayStation Network, Xbox Live Arcade                                                                                          | 2012       |
| Naval Assault: The Killing Tide                             | Strategia in tempo reale    | Arthec Studios                | Xbox 360 | 2010       |
| NecroVisioN                                                 | Sparatutto in prima persona | The Farm 51                   | PC | 2009       |
| New Touch Party Game                                        | Party game                  | ASK                           | Nintendo DS | 2007       |
| Nutrition Matters                                           | Casual game                 | MileStone Inc./Devils Details | Nintendo DS, Nintendo Wii | 2009       |
| Objects in Space                                            | Videogioco di simulazione   | Flat Earth Games              | Microsoft Windows, OS X, Linux                                                                                                 | 2018       |
| Overkill's The Walking Dead                                 | Sparatutto in prima persona | Overkill Software             | Microsoft Windows, PlayStation 4, Xbox One                                                                                     | 2018       |
| Payday 2                                                    | Sparatutto in prima persona | Overkill Software             | Microsoft Windows, Linux, PlayStation 3, PlayStation Network, Xbox 360, Xbox Live Arcade                                       | 2013       |
| Payday 2 Crimewave Edition                                  | Sparatutto in prima persona | Overkill Software             | PlayStation 4, Xbox One | 2015       |
| Pet Zombies                                                 | Videogioco di simulazione   | 1st Playable Productions      | Nintendo 3DS | 2012       |
| Phineas and Ferb: Quest for Cool Stuff                      | Piattaforma                 | Behaviour Interactive         | Nintendo 3DS, Nintendo DS, Nintendo Wii, Wii U                                                                                 | 2014       |
| Pic Pic                                                     | Rompicapo                   | Success                       | Nintendo DS | 2008       |
| Pixel Piracy                                                | Avventura dinamica          | Abstraction Games             | PlayStation 4, Xbox One | 2016       |
| Pop Town                                                    | Azione                      | HuneX                         | Nintendo DS | 2009       |
| Portal Knights                                              | RPG                         | Keen Games                    | Microsoft Windows, PlayStation 4, Xbox One, Nintendo Switch                                                                    | 2017       |
| Princess on Ice                                             | Simulatore di ballo         | Arc System Works              | Nintendo DS | 2008       |
| The Professor's Brain Trainer: Logic                        | Educativo                   | Interchannel                  | Nintendo DS | 2007       |
| The Professor's Brain Trainer: Memory                       | Educativo                   | Interchannel                  | Nintendo DS | 2007       |
| Prominence Poker                                            | Card & Board                | Pipeworks Studio              | Microsoft Windows, PlayStation 4, Xbox One                                                                                     | 2016       |
| Radio Helicopter                                            | Simulatore di volo          | Sonic Powered                 | Nintendo Wii | 2008       |
| Raw Danger!                                                 | Avventura dinamica          | Irem                          | PlayStation 2 | 2007       |
| Rekoil                                                      | Sparatutto in prima persona | Plastic Piranha               | PC, Xbox Live Arcade | 2014       |
| River City Ransom                                           | Picchiaduro                 | Technōs Japan                 | Virtual Console | 2007       |
| Riviera: The Promised Land                                  | RPG                         | Sting Entertainment           | PlayStation Portable | 2008       |
| Rolling Stone: Drum King                                    | Gioco musicale              | Arc System Works              | Nintendo Wii | 2009       |
| Rocket League                                               | Sport                       | Psyonix                       | PC, PlayStation 4, Xbox One | 2016       |
| Rugby World Cup 2011                                        | Sport                       | HB Studios                    | PlayStation 3, Xbox 360 | 2011       |
| Rule of Rose                                                | Survival horror             | Punchline                     | PlayStation 2 | 2006       |
| Shin Chan: Aventuras de Cine!                               | Azione                      | Inti                          | Nintendo DS | 2008       |
| Shin Chan e i colori magici!                                | Azione                      | Inti                          | Nintendo DS | 2007       |
| Shin Chan: Las nuevas aventuras para Wii!                   | Azione                      | Matrix Software               | Nintendo Wii | 2008       |
| Shin Chan Contra Los Plastas!                               | Azione                      | Inti                          | Nintendo DS | 2009       |
| Sniper Elite 3                                              | Sparatutto tattico          | Rebellion Developments        | PlayStation 3, PlayStation 4, Xbox 360, Xbox One                                                                               | 2014       |
| Sniper Elite V2                                             | Sparatutto tattico          | Rebellion Developments        | PC, PlayStation 3, PlayStation Network, Wii U, Xbox 360, Xbox Live Arcade                                                      | 2012       |
| Steambot Chronicles                                         | Avventura dinamica          | Irem                          | PlayStation 2 | 2006       |
| Subbuteo                                                    | Gioco da tavolo             | Artematica                    | Nintendo DS | 2008       |
| Super Robot Taisen: Original Generation                     | RPG tattico                 | Banpresto                     | Game Boy Advance | 2007       |
| Supremacy MMA                                               | Picchiaduro                 | Kung Fu Factory               | PlayStation 3, PlayStation Vita, Xbox 360                                                                                      | 2011       |
| Supreme Commander                                           | Strategia in tempo reale    | Gas Powered Games/Aspyr       | Xbox Live Arcade | 2008       |
| Table Football                                              | Gioco da tavolo             | Opus Studio                   | Nintendo Wii | 2008       |
| Takedown: Red Sabre                                         | Sparatutto tattico          | Serellan                      | PC, Xbox Live Arcade | 2013       |
| Terraria                                                    | Avventura dinamica          | ReLogic                       | Android, iOS, PC, PlayStation Network, PlayStation Vita, Xbox Live Arcade, PlayStation 4, Xbox One, Nintendo Switch            | 2011       |
| Tiny Brains                                                 | Rompicapo                   | Spearhead Games               | PC, PlayStation 3, PlayStation 4, PlayStation Network                                                                          | 2013       |
| The Tomorrow War                                            | Simulatore di volo          | CrioLand                      | PC | 2008       |
| Top Gun: Hard Lock                                          | Picchiaduro                 | Headstrong Games              | PC PlayStation 3, Xbox 360 | 2012       |
| Turn It Around                                              | Minigioco                   | Taito                         | Nintendo DS | 2007       |
| Twister Mania                                               | Simulatore di ballo         | Naked Sky Entertainment       | Xbox 360 | 2011       |
| Underworld Ascendant                                        | Dungeon crawler             | OtherSide Entertainment       | Microsoft Windows, OS X, Linux                                                                                                 | 2018       |
| VeggieTales: LarryBoy and the Bad Apple                     | Piattaforma                 | Crave Entertainment           | PlayStation 2 | 2006       |
| Virginia                                                    | Esplorazione                | Variable State                | PlayStation 4, Xbox One, Microsoft Windows, OS X                                                                               | 2016       |
| We Cheer                                                    | Simulatore di ballo         | Machatin/Land Ho!             | Nintendo Wii | 2008       |
| We Rock: Drum King                                          | Gioco musicale              | Arc System Works              | Nintendo Wii | 2009       |
| Wild Arms 5                                                 | Avventura dinamica          | Media.Vision                  | PlayStation 2 | 2008       |
| Wild Arms XF                                                | Avventura dinamica          | Media.Vision                  | PlayStation Portable | 2008       |
| World Championship Cards                                    | Gioco di carte              | Crave Entertainment           | PlayStation 2, PlayStation Portable                                                                                            | 2008       |
| World Championship Poker: All In                            | Poker                       | Point of View                 | Nintendo Wii, PlayStation 2, PlayStation Portable, Xbox 360                                                                    | 2007       |
| World Championship Poker: Deluxe Series                     | Poker                       | Sensor Sweep                  | Game Boy Advance, Nintendo DS, Nintendo GameCube, PlayStation 2, Xbox                                                          | 2006       |
| World Game Tour                                             | Party game                  | DreamCatcher Interactive      | Nintendo Wii | 2010       |
| Wrecked: Revenge Revisited                                  | Simulatore di guida         | Supersonic Software           | PlayStation 3, Xbox 360 | 2012       |
| Yggdra Union: We'll Never Fight Alone                       | RPG                         | Sting Entertainment           | Game Boy Advance | 2007       |
| Zorro: Quest for Justice                                    | Avventura dinamica          | Beast Studios                 | Nintendo DS | 2010       |
| Zumba Fitness                                               | Exergaming                  | Pipeworks Software            | Nintendo Wii, PlayStation 3, Xbox 360                                                                                          | 2010       |
| Zumba Fitness Core                                          | Exergaming                  | Zoë Mode                      | Nintendo Wii, Xbox 360 | 2012       |
| Zumba Kids                                                  | Exergaming                  | Zoë Mode                      | Nintendo Wii, Xbox 360 | 2013       |
| Zumba Fitness: World Party                                  | Exergaming                  | Zoë Mode                      | Nintendo Wii, Xbox 360 | 2012       |